# Natalino Monteiro
Natalino Monteiro Gonçalves (* 5. Juni 1963 in Ritabou, Portugiesisch-Timor) war 1999 der Kommandant der pro-indonesischen Miliz (Wanra) Dadarus Merah Putih (DMP), die für zahlreiche Gewalttaten während der Operation Donner 1999 verantwortlich gemacht wird.

## Werdegang
Nachdem Monteiro die Grundschule in Maliana absolviert hatte, ging er im indonesischen Belu, jenseits der Grenze in Westtimor zur Senior High School. 1984 begann er ein Bachelorstudium in Agrarwissenschaften an der Universität Brawijaya in Malang auf Java. Für den Abschluss arbeitete er 1989 in der Landwirtschaftsbehörde des besetzten Osttimors und unterrichtete in Dili an der Universitas Timor Timur. Später begann er ein Masterstudium an der Gadjah-Mada-Universität in Yogyakarta. 1994 kehrte er nach Abschluss des Studiums zurück an die Universität in Dili und wurde dritter stellvertretender Rektor mit dem Aufgabenbereich Studentenangelegenheiten. Da er den Posten des Rektors anstrebte, brauchte er eine Genehmigung des indonesischen Militärs, weswegen er 1996 einen Militärkurs in Lemhannas in Jakarta absolvierte. Allerdings fehlte Monteiro die Unterstützung durch die Studenten, so dass statt ihm Armindo Maia zum neuen Rektor wurde.
Nach Ankündigung des Unabhängigkeitsreferendums in Osttimor 1999 am 27. Januar desselben Jahres begann Monteiro mit dem Geheimdienst des Kopassus zusammenzuarbeiten, um die DMP in seinem Heimatdorf Ritabou aufzustellen. Monteiro war außerdem Vorsitzender der pro-indonesischen, politischen Vereinigung Forum Persatuan, Demokrasi dan Keadilan (FPDK, deutsch Forum für Einheit, Demokratie und Gerechtigkeit) in Maliana und Vize-Vorsitzender im Distrikt Bobonaro. Die DMP erwarb sich schnell den Ruf der extremen Brutalität. Bereits im April war sie für Morde und Brandstiftungen im Distrikt Bobonaro verantwortlich. Die Initialisierung und Koordinierung aller Milizen im Distrikt ging vom militärischen Distriktskommandanten Oberstleutnant Burhanuddin Siagian aus.
Am 29. Juni befehligte Monteiro den Angriff auf das UNAMET-Büro in Lahomea. Mehrere Menschen wurden verletzt. Am 8. September kam es zum Massaker in der Polizeistation von Maliana, wofür Monteiro am 10. Juli 2003 in Dili in Abwesenheit, der Verbrechen gegen die Menschlichkeit für schuldig befunden. Zu diesem Zeitpunkt vermutete man, dass Monteiro sich in Jakarta aufhielt.

## Familie
Monteiro ist mit der Tochter eines indonesischen Soldaten verheiratet.